# Stützgewebe
Stützgewebe bezeichnet in der Anatomie die Knochen und Knorpel. Sie haben vor allem tragende (z. B. lange Röhrenknochen, Wirbelkörper) und auch schützende (Schädelknochen) Funktion und dienen der Formgebung (z. B. Ohrknorpel). Wegen der engen histologischen und embryologischen Verwandtschaft werden sie meist mit den Bindegeweben als Binde- und Stützgewebe zusammengefasst.
In der Botanik handelt es sich um einen wichtigen Bestandteil der Architektur der Gefäßpflanzen (Kormophyten), der auch als Festigungsgewebe bezeichnet wird (Siehe auch: Leitgewebe).